# Moussa Mara
Moussa Mara (Bamako, 2 de marzo de 1975) es un político maliense que ocupa el cargo de Primer ministro de Malí desde el 9 de abril de 2014 hasta el 9 de enero de 2015. Fue uno de los candidatos en las elecciones presidenciales de Malí de 2013 por el partido Yelema pero solo logró un 1,50% de los votos.
Sustituyó como primer ministro a Oumar Ly Tatam, que presentó su dimisión y la de todo el gobierno el 5 de abril, sin dar ninguna explicación sobre sus motivos.

## Biografía
En 2004, presentó una lista independiente de jóvenes en las elecciones comunales de la comuna IV de Bamako, pero el tribunal administrativo la invalida porque no hay ningún candidato inscrito en la lista electoral.
En 2007, Moussa Mara se presentó a sí mismo con una lista independiente y puso a la lista de Ibrahim Boubacar Keïta, presidente del Rally de Mali, en la boleta electoral. Él es derrotado en la segunda ronda al obtener el 48.5% de los votos.
En las elecciones comunales del 26 de abril de 2009, Moussa Mara presentó una lista independiente en la comuna IV de Bamako, que obtuvo el primer lugar con 14 escaños de 41.
El 30 de julio de 2009, incautado por varios candidatos por varias irregularidades, el tribunal administrativo anula las elecciones en la comuna IV. La anulación de la votación se confirma el 26 de noviembre de 2009 por el Tribunal Supremo. 
En la elección parcial del 6 de febrero de 2011, la lista del partido Yéléma liderada por Moussa Mara llegó en primer lugar y ganó 19 de los 41 escaños.
El 7 de marzo de 2011, fue reelegido alcalde de la comuna IV por el consejo municipal. Apoyado por los representantes electos de la Unión por la República y la Democracia (URD) y el Movimiento Patriótico para la Renovación (MPR), ganó 28 votos contra 13 para su oponente Alfousseini Kanté de la Alianza para la Democracia en Mali-Partido. Unión Africana para la Solidaridad y la Justicia (Adema-Pasj).
Desde el 5 de septiembre de 2013 hasta el 5 de abril de 2014, es Ministro de Urbanismo y Políticas de la ciudad.
El 5 de abril de 2014, fue nombrado primer ministro, cuando tenía solo 39 años.